# Ф'юміната
Ф'юміната (італ. Fiuminata) — муніципалітет в Італії, у регіоні Марке,  провінція Мачерата.
Ф'юміната розташована на відстані близько 150 км на північ від Рима, 70 км на південний захід від Анкони, 45 км на захід від Мачерати.
Населення — 1442 особи (2014).
Щорічний фестиваль відбувається 15 серпня. Покровитель — Madonna.

## Демографія
Населення за роками:

Станом на 1 січня 2023 року в муніципалітеті офіційно проживало 113 іноземців з 16 країн, серед них 64 громадяни країн Євросоюзу та 2 громадяни України.

## Сусідні муніципалітети
- Кастельраїмондо
- Езанатолья
- Фабріано
- Мателіка
- Ночера-Умбра
- Пьорако
- Сефро
- Серравалле-ді-К'єнті